# Arlesheim (huyện)
Huyện Arlesheim (tiếng Pháp: District du Arlesheim, tiếng Đức: Bezirk Arlesheim) là một huyện hành chính của Thụy Sĩ. Huyện này thuộc bang Basel-Landschaft. Huyện Arlesheim có diện tích 96 km², dân số theo thống kê của cục thống kê Thụy Sĩ năm 1999 là 141700 người. Trung tâm của huyện đóng ở Arlesheim. Mã của huyện là 1301.